# HorrorPops
Die HorrorPops sind eine aus Dänemark stammende Band, die seit 1996 besteht.

## Geschichte
1996 lernte Patricia bei der Popkomm in Köln, an deren Rahmenprogramm sie mit ihrer Band Peanut Pump Gun teilnahm, den Nekromantix-Mitgründer Kim Nekroman (bürgerlich Dan Gaarde) kennen. Sie beschlossen, ein gemeinsames Projekt zu gründen. Mit der Hinzunahme zweier Mitglieder der Band Strawberry Slaughterhouse waren die Horrorpops geboren.
Nach mehreren Besetzungswechseln, unter anderem wurden für die Liveshows zwei Tänzerinnen verpflichtet, besteht die Band heute aus Frontfrau Patricia Day (Gesang, Kontrabass), Kim Nekroman (Gitarre), Niedermeier (Schlagzeug), dem ehemaligen Tiger Army und AFI-Bassisten Geoff Kresge (Gitarre) sowie den beiden Animiermädchen Kamilla und Naomi.
Nachdem die Horrorpops jahrelang beinahe ausschließlich tourten, sind mittlerweile drei Studioalben vom Epitaph Records-Sublabel Hellcat veröffentlicht worden.
Patricia und Kim sind mittlerweile verheiratet, ebenso wie Kamilla und Geoff.

## Stil
Die Musik der Gruppe lässt sich als eine Mischung aus Psychobilly, Rockabilly und Punk beschreiben. Charakteristisch ist wie bei vielen Vertretern dieser Genres die Verwendung eines Kontrabasses.
Offensichtlichstes Vorbild ist die Punkrocklegende The Cramps, was sich auch im Aussehen der Band niederschlägt.

## Diskografie

### Singles
- 2003: Ghouls / Psychobitches Outta Hell
- 2004: Miss Take / Where They Wander
- 2008: Heading for the Disco

### Alben
- 2003: Hell Yeah!
- 2005: Bring It On!
- 2008: Kiss Kiss Kill Kill
- 2021: Live at the Wiltern 2020